# China National Pharmaceutical Group

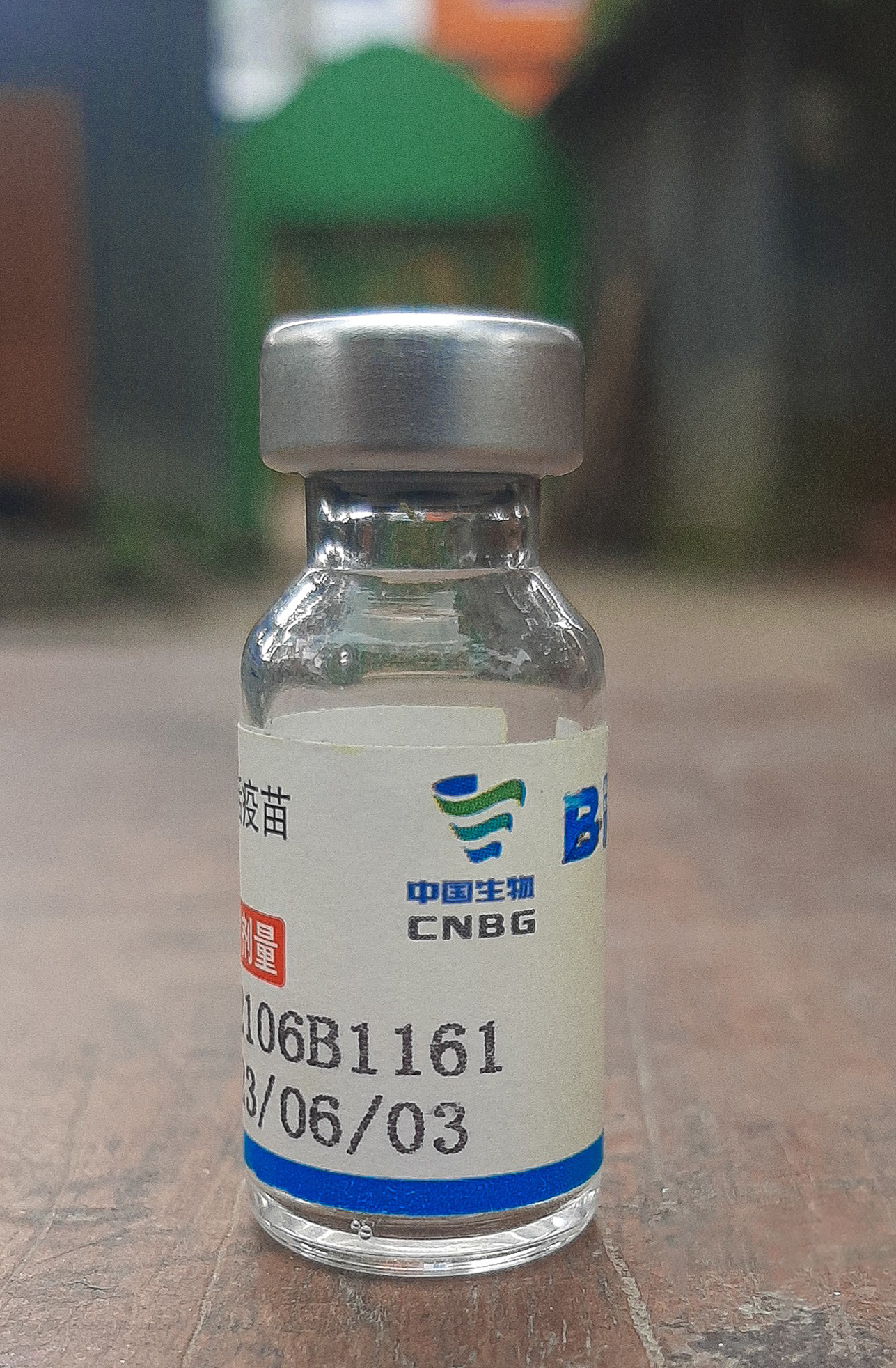
Opakowanie szczepionki przeciw COVID-19 produkowanej przez Sinopharm

China National Pharmaceutical Group Corporation (chiń. 中国医药集团有限公司), szerzej znane jako Sinopharm (chiń. 国药集团) – chińskie przedsiębiorstwo farmaceutyczne. Zostało założone w 1987 roku, a swoją siedzibę ma w Pekinie.
Działalność przedsiębiorstwa koncentruje się na produkcji i dystrybucji produktów ochrony zdrowia.
Produkowana przez firmę szczepionka przeciwko COVID-19 – BBIBP-CorV – jest stosowana przez część krajów Azji, Afryki, Ameryki Południowej i Europy.
W styczniu 2021 r. szczepionka zaczęła być stosowana w Serbii, a w lutym 2021 r. Węgry stały się pierwszym krajem UE, który zatwierdził użycie tejże szczepionki.
7 maja 2021 r. Światowa Organizacja Zdrowia ogłosiła awaryjne dopuszczenie szczepionki firmy Sinopharm.